# 103421 Laurmatt
103421 Laurmatt este un asteroid din centura principală de asteroizi.

## Descriere
103421 Laurmatt este un asteroid din centura principală de asteroizi. A fost descoperit pe 6 ianuarie 2000 la San Marcello Pistoiese de Luciano Tesi și Giuseppe Forti. Asteroidul prezintă o orbită caracterizată de o semiaxă mare de 2,31 ua, o excentricitate de 0,07 și o înclinație de 8,5° în raport cu ecliptica.